# Emirates Cup
Emirates Cup – miniturniej piłkarski, odbywający się od 2007 roku. Nazwa wzięła się od stadionu, na którym rozgrywane są mecze – Emirates Stadium.

## Zasady
W turnieju biorą udział 4 drużyny, każda z nich rozgrywa 2 mecze. Za zwycięstwo drużyna otrzymuje 3 pkt, za remis 1 pkt, a za porażkę 0 pkt. Dodatkowo każdy zespół otrzymuje po meczu tyle punktów, ile bramek zdobędzie.

## Historia
Podczas pierwszej edycji pucharu, zwycięstwo odniosła drużyna Arsenalu. W drugiej odsłonie udział wzięły Real Madryt, Hamburger SV, Juventus F.C. i Arsenal. Zwyciężyła drużyna Hamburger SV, jednak prawdziwym zwycięzcą okazał się Jack Wilshere, który dobrą grą w trakcie turnieju wywalczył sobie miejsce w kadrze Arsenalu na sezon 2008/2009.

## Emirates Cup 2007
Wyniki 1. edycji miniturnieju piłkarskiego Emirates Cup, który odbył się w dniach 28 lipca - 29 lipca 2007 na stadionie Emirates Stadium w Londynie.

### Mecze

#### Dzień 1.
| 28 lipca 2007 14:00 BTS | Inter Mediolan | 0 – 20 – 1 | Valencia CF · 13' Gavilán · 39' Villa | Emirates Stadium Widzów: 55 106 Sędzia: Alan Kelly |
|                         |                |            |                                       |                                                    |

| 28 lipca 2007 16:15 BTS | Arsenal F.C. · Flamini 45' · Bendtner 70' | 2 – 11 – 0 | Paris Saint-Germain · 80' Luyindula | Emirates Stadium Widzów: 55 106 Sędzia: Peter Walton |
|                         |                                           |            |                                     |                                                      |

#### Dzień 2.
| 29 lipca 2007 14:00 BTS | Paris Saint-Germain · Diané 15' · N'Gog 30' · Luyindula 85' | 3 – 02 – 0 | Valencia CF | Emirates Stadium Widzów: 59 821 Sędzia: Andre Marriner |
|                         |                                                             |            |             |                                                        |

| 29 lipca 2007 16:15 BTS | Arsenal F.C. · Hleb 67' · van Persie 85' | 2 – 10 – 0 | Inter Mediolan · 62' Suazo | Emirates Stadium Widzów: 59 821 Sędzia: Mark Halsey |
|                         |                                          |            |                            |                                                     |

### Tabela końcowa turnieju
| Pozycja | Drużyna             | Punkty | Wygrane | Remisy | Porażki | Gole/+ | Gole/- | +/- |
| ------- | ------------------- | ------ | ------- | ------ | ------- | ------ | ------ | --- |
| 1       | Arsenal F.C.        | 10     | 2       | 0      | 0       | 4      | 2      | 2   |
| 2       | Paris Saint-Germain | 7      | 1       | 0      | 1       | 4      | 2      | 2   |
| 3       | Valencia CF         | 5      | 1       | 0      | 1       | 2      | 3      | -1  |
| 4       | Inter Mediolan      | 1      | 0       | 0      | 2       | 1      | 4      | -3  |

### Najlepsi strzelcy turnieju
| Pozycja | Piłkarz          | Drużyna             | Gole |
| ------- | ---------------- | ------------------- | ---- |
| 1       | Péguy Luyindula  | Paris Saint-Germain | 2    |
| 2       | Nicklas Bendtner | Arsenal F.C.        | 1    |
| 2       | Amara Diané      | Paris Saint-Germain | 1    |
| 2       | Mathieu Flamini  | Arsenal F.C.        | 1    |
| 2       | Jaime Gavilán    | Valencia CF         | 1    |
| 2       | Alaksandr Hleb   | Arsenal F.C.        | 1    |
| 2       | David N'Gog      | Paris Saint-Germain | 1    |
| 2       | David Suazo      | Inter Mediolan      | 1    |
| 2       | Robin van Persie | Arsenal F.C.        | 1    |
| 2       | David Villa      | Valencia CF         | 1    |

## Emirates Cup 2008
Wyniki 2. edycji miniturnieju piłkarskiego Emirates Cup, który odbył się w dniach 2 i 3 sierpnia na stadionie Emirates Stadium w Londynie.

### Mecze

#### Dzień 1.
| 2 sierpnia 2008 14:00 BTS | Real Madryt · van Nistelrooy 25' · Parejo 85' | 2 – 11 – 0 | Hamburger SV · 53' Zidan | Emirates Stadium Widzów: 51 000 Sędzia: Alan Kelly |
|                           |                                               |            |                          |                                                    |

| 2 sierpnia 2008 16:15 BTS | Arsenal F.C. | 0 – 1 | Juventus F.C. · 37' Trezeguet | Emirates Stadium Widzów: 51 000 Sędzia: Peter Walton |
|                           |              |       |                               |                                                      |

#### Dzień 2.
| 3 sierpnia 2008 14:00 BTS | Juventus F.C. | 0 – 30 – 1 | Hamburger SV · 19' Guerrero · 90+1' Olić · 90+2' Olić | Emirates Stadium Widzów: 51 000 Sędzia: Chris Foy |
|                           |               |            |                                                       |                                                   |

| 3 sierpnia 2008 16:15 BTS | Arsenal F.C. · Adeabyor 39' (kar.) | 1 – 0 | Real Madryt | Emirates Stadium Widzów: 51 000 Sędzia: Mark Clattenburg |
|                           |                                    |       |             |                                                          |

### Tabela końcowa turnieju
| Pozycja | Drużyna       | Punkty | Wygrane | Remisy | Porażki | Gole/+ | Gole/- | +/- |
| ------- | ------------- | ------ | ------- | ------ | ------- | ------ | ------ | --- |
| 1       | Hamburger SV  | 7      | 1       | 0      | 1       | 4      | 2      | 2   |
| 2       | Real Madryt   | 5      | 1       | 0      | 1       | 2      | 2      | 0   |
| 3       | Arsenal F.C.  | 4      | 1       | 0      | 1       | 1      | 1      | 0   |
| 4       | Juventus F.C. | 4      | 1       | 0      | 1       | 1      | 3      | -2  |

### Najlepsi strzelcy
| Rank | Name                | Team          | Goals |
| ---- | ------------------- | ------------- | ----- |
| 1    | Ivica Olić          | Hamburger     | 2     |
| 2    | Daniel Parejo       | Real Madryt   | 1     |
| 2    | David Trezeguet     | Juventus F.C. | 1     |
| 2    | Ruud van Nistelrooy | Real Madryt   | 1     |
| 2    | Mohamed Zidan       | Hamburger     | 1     |
| 2    | José Paolo Guerrero | Hamburger     | 1     |
| 2    | Emmanuel Adebayor   | Arsenal F.C.  | 1     |

## Emirates Cup 2009
Wyniki 3. edycji miniturnieju piłkarskiego Emirates Cup, który odbył się w dniach 1 sierpnia i 2 sierpnia na stadionie Emirates Stadium w Londynie.

### Mecze

#### Dzień 1.
| 1 sierpnia 2009 14:00 BTS | Rangers · Bougherra 76' | 1 – 00 – 0 | Paris Sain-Germain | Emirates Stadium Widzów: 54 121 Sędzia: Alan Kelly |
|                           |                         |            |                    |                                                    |

| 1 sierpnia 2009 16:15 BTS | Arsenal F.C. · Arszawin 86' · Arszawin 90' | 2 – 10 – 0 | Atlético Madryt · 88' Pacheco | Emirates Stadium Widzów: 54 224 Sędzia: Mark Clattenburg |
|                           |                                            |            |                               |                                                          |

#### Dzień 2.
| 2 sierpnia 2009 14:00 BTS | Paris Saint-Germain · Giuly 71' | 1 – 10 – 1 | Atlético Madryt · 41' (kar.) Agüero | Emirates Stadium Widzów: 54 224 Sędzia: Alan Wiley |
|                           |                                 |            |                                     |                                                    |

| 2 sierpnia 2009 16:15 BTS | Arsenal F.C. · Wilshere 2' · Eduardo 10' · Wilshere 72' | 3 – 02 – 0 | Rangers | Emirates Stadium Widzów: 56 758 Sędzia: Mike Dean |
|                           |                                                         |            |         |                                                   |

### Tabela końcowa turnieju
| Pozycja | Drużyna             | Punkty | Wygrane | Remisy | Porażki | Gole/+ | Gole/- | +/- |
| ------- | ------------------- | ------ | ------- | ------ | ------- | ------ | ------ | --- |
| 1       | Arsenal F.C.        | 11     | 2       | 0      | 0       | 5      | 1      | 4   |
| 2       | Rangers             | 4      | 1       | 0      | 1       | 1      | 3      | -2  |
| 3       | Atlético Madryt     | 3      | 0       | 1      | 1       | 2      | 3      | -1  |
| 4       | Paris Saint-Germain | 2      | 0       | 1      | 1       | 1      | 2      | -1  |

### Najlepsi strzelcy
| Miejsce | Imię i nazwisko  | Drużyna             | Gole |
| ------- | ---------------- | ------------------- | ---- |
| 1       | Andriej Arszawin | Arsenal F.C.        | 2    |
| 1       | Jack Wilshere    | Arsenal F.C.        | 2    |
| 2       | Madjid Bougherra | Rangers             | 1    |
| 2       | Germán Pacheco   | Atlético Madryt     | 1    |
| 2       | Sergio Agüero    | Atlético Madryt     | 1    |
| 2       | Ludovic Giuly    | Paris Saint-Germain | 1    |
| 2       | Eduardo          | Arsenal F.C.        | 1    |

## Emirates Cup 2010
Wyniki 4. edycji miniturnieju piłkarskiego Emirates Cup, który odbył się w dniach 31 lipca i 1 sierpnia na stadionie Emirates Stadium w Londynie.

### Mecze

#### Dzień 1.
| 31 lipca 2010 15:00 | Celtic F.C. · Hooper 82' · Samaras 89' | 2 – 20 – 1Raport | Olympique Lyon · 28' Michel Bastos · 54' Novillo | Emirates Stadium Widzów: 60 012 Sędzia: Ryuji Sato |
|                     |                                        |                  |                                                  |                                                    |

| 31 lipca 2010 17:20 | Arsenal · Chamakh 36' | 1 – 11 – 0Raport | A.C. Milan · 77' Pato | Emirates Stadium Widzów: 60 012 Sędzia: Chris Foy |
|                     |                       |                  |                       |                                                   |

#### Dzień 2.
| 1 sierpnia 2010 15:00 | A.C. Milan · Borriello 55' | 1 – 10 – 0Raport | Olympique Lyon · 80' Briand | Emirates Stadium Sędzia: Minoru Tojo |
|                       |                            |                  |                             |                                      |

| 1 sierpnia 2010 17:20 | Arsenal · Vela 3' · Sagna 45' · Nasri 51' | 3 – 22 – 0Raport | Celtic F.C. · 72' Murphy · 83' Sung-Yong | Emirates Stadium Widzów: 61 526 Sędzia: Andre Marriner |
|                       |                                           |                  |                                          |                                                        |

### Tabela końcowa turnieju
| Pozycja | Drużyna        | Punkty | Wygrane | Remisy | Porażki | Gole/+ | Gole/- | +/- |
| ------- | -------------- | ------ | ------- | ------ | ------- | ------ | ------ | --- |
| 1       | Arsenal        | 8      | 1       | 1      | 0       | 4      | 3      | 1   |
| 2       | Olympique Lyon | 5      | 0       | 2      | 0       | 3      | 3      | 0   |
| 3       | Celtic F.C.    | 5      | 0       | 1      | 1       | 4      | 5      | -1  |
| 4       | A.C. Milan     | 4      | 0       | 2      | 0       | 2      | 2      | 0   |

### Najlepsi strzelcy turnieju
| Pozycja | Piłkarz          | Drużyna        | Gole |
| ------- | ---------------- | -------------- | ---- |
| 1       | Michel Bastos    | Olympique Lyon | 1    |
| 1       | Harry Novillo    | Olympique Lyon | 1    |
| 1       | Gary Hooper      | Celtic F.C.    | 1    |
| 1       | Georgios Samaras | Celtic F.C.    | 1    |
| 1       | Marouane Chamakh | Arsenal        | 1    |
| 1       | Alexandre Pato   | A.C. Milan     | 1    |
| 1       | Marco Borriello  | A.C. Milan     | 1    |
| 1       | Jimmy Briand     | Olympique Lyon | 1    |
| 1       | Carlos Vela      | Arsenal        | 1    |
| 1       | Bacary Sagna     | Arsenal        | 1    |
| 1       | Samir Nasri      | Arsenal        | 1    |
| 1       | Daryl Murphy     | Celtic F.C.    | 1    |
| 1       | Ki Sung-Yong     | Celtic F.C.    | 1    |

## Emirates Cup 2011
Wyniki 5. edycji miniturnieju piłkarskiego Emirates Cup, który odbył się w dniach 30 i 31 lipca na stadionie Emirates Stadium w Londynie.

### Mecze

#### Dzień 1.
| 30 lipca 2011 15:00 | New York Red Bulls · Lindpere 27' | 1 – 0Raport | Paris Saint-Germain | Emirates Stadium |
|                     |                                   |             |                     |                  |

| 30 lipca 2010 17:20 | Arsenal · van Persie 29' · Ramsey 46' | 2 – 21 – 0Raport | Boca Juniors · 68' Viatri · 71' Mouche | Emirates Stadium |
|                     |                                       |                  |                                        |                  |

#### Dzień 2.
| 31 lipca 2011 15:00 | Paris Saint-Germain · Maurice 8' · Hoarau 38' · Ceará 79' | 3 – 02 – 0Raport | Boca Juniors | Emirates Stadium |
|                     |                                                           |                  |              |                  |

| 31 lipca 2011 17:20 | Arsenal · van Persie 42' | 1 – 11 – 0 | New York Red Bulls · 84' (sam.) Bartley | Emirates Stadium |
|                     |                          |            |                                         |                  |

### Tabela końcowa turnieju
| Pozycja | Drużyna             | Punkty | Wygrane | Remisy | Porażki | Gole/+ | Gole/- | +/- |
| ------- | ------------------- | ------ | ------- | ------ | ------- | ------ | ------ | --- |
| 1       | New York Red Bulls  | 6      | 1       | 1      | 0       | 2      | 1      | +1  |
| 2       | Paris Saint-Germain | 6      | 1       | 0      | 1       | 3      | 1      | +2  |
| 3       | Arsenal             | 5      | 0       | 2      | 0       | 3      | 3      | 0   |
| 4       | Boca Juniors        | 3      | 0       | 1      | 1       | 2      | 5      | -3  |

### Najlepsi strzelcy turnieju
| Pozycja | Piłkarz            | Drużyna             | Gole |
| ------- | ------------------ | ------------------- | ---- |
| 1       | Robin van Persie   | Arsenal             | 2    |
| 2       | Ceará              | Paris Saint-Germain | 1    |
| 2       | Guillaume Hoarau   | Paris Saint-Germain | 1    |
| 2       | Joel Lindpere      | New York Red Bulls  | 1    |
| 2       | Jean-Eudes Maurice | Paris Saint-Germain | 1    |
| 2       | Pablo Mouche       | Boca Juniors        | 1    |
| 2       | Aaron Ramsey       | Arsenal             | 1    |
| 2       | Lucas Viatri       | Boca Juniors        | 1    |

## Emirates Cup 2013
Wyniki 6. edycji miniturnieju piłkarskiego Emirates Cup, który odbył się w dniach 3 i 4 sierpnia na stadionie Emirates Stadium w Londynie.

### Mecze

#### Dzień 1.
| 3 sierpnia 2013 15:00 | Galatasaray SK · Felipe Melo 70' (k) | 1 – 00 – 0Raport | FC Porto | Emirates Stadium Widzów: 59,554 Sędzia: Andre Marriner |
|                       |                                      |                  |          |                                                        |

| 3 sierpnia 2013 17:20 | Arsenal · Olivier Giroud 72' · Laurent Koscielny 86' | 2 – 20 – 2Raport | SSC Napoli · 7' Lorenzo Insigne · 28' Goran Pandew | Emirates Stadium Widzów: 59,554 Sędzia: Kevin Friend |
|                       |                                                      |                  |                                                    |                                                      |

#### Dzień 2.
| 4 sierpnia 2013 15:00 | SSC Napoli · Goran Pandew (k) 43' | 1 – 31 – 0Raport | FC Porto · Nabil Ghilas 50' · Federico Fernández 68' (sam.) · Licá 78' | Emirates Stadium Widzów: 59,608 Sędzia: Anthony Taylor |
|                       |                                   |                  |                                                                        |                                                        |

| 4 sierpnia 2013 17:20 | Arsenal · Theo Walcott 39' | 1 – 21 – 0Raport | Galatasaray SK · Didier Drogba 78' (k), 87' | Emirates Stadium Widzów: 59,608 Sędzia: Jonathan Moss |
|                       |                            |                  |                                             |                                                       |

### Tabela końcowa turnieju
| Pozycja | Drużyna        | Punkty | Wygrane | Remisy | Porażki | Gole/+ | Gole/- | +/- |
| ------- | -------------- | ------ | ------- | ------ | ------- | ------ | ------ | --- |
| 1       | Galatasaray SK | 9      | 2       | 0      | 0       | 3      | 1      | +2  |
| 2       | FC Porto       | 6      | 1       | 0      | 1       | 3      | 2      | +1  |
| 3       | Arsenal        | 4      | 0       | 1      | 1       | 3      | 4      | -1  |
| 4       | SSC Napoli     | 4      | 0       | 1      | 1       | 3      | 5      | -2  |

### Najlepsi strzelcy turnieju
| Pozycja        | Piłkarz            | Drużyna        | Gole |
| -------------- | ------------------ | -------------- | ---- |
| 1              | Didier Drogba      | Galatasaray SK | 2    |
| 1              | Goran Pandev       | SSC Napoli     | 2    |
| 3              | Olivier Giroud     | Arsenal        | 1    |
| 3              | Laurent Koscielny  | Arsenal        | 1    |
| 3              | Theo Walcott       | Arsenal        | 1    |
| 3              | Felipe Melo        | Galatasaray SK | 1    |
| 3              | Lorenzo Insigne    | SSC Napoli     | 1    |
| 3              | Nabil Ghilas       | FC Porto       | 1    |
| 3              | Licá               | FC Porto       | 1    |
| gol samobójczy | Federico Fernández | SSC Napoli     | 1    |

## Emirates Cup 2014
Wyniki 7. edycji miniturnieju piłkarskiego Emirates Cup, który odbył się w dniach 2 i 3 sierpnia na stadionie Emirates Stadium w Londynie.

### Mecze

#### Dzień 1.
| 2 sierpnia 2014 14:00 | Valencia · Carvalho 37' (sam.) · Alcácer 69' | 2 – 21 – 1Raport | Monaco · 30' (sam.) Vezo · 80' Ocampos | Emirates Stadium Sędzia: Michael Oliver |
|                       |                                              |                  |                                        |                                         |

| 2 sierpnia 2014 16:20 | Arsenal · Sanogo 26', 44', 45+1', 49' · Campbell 40' | 5 – 14 – 0Raport | Benfica · 61' Gaitán | Emirates Stadium Sędzia: Lee Mason |
|                       |                                                      |                  |                      |                                    |

#### Dzień 2.
| 3 sierpnia 2014 14:00 | Benfica · Vanderley 2' | 1 – 31 – 0Raport | Valencia · 49' Gayà · 54' Piatti · 60' Guardado | Emirates Stadium Sędzia: Ryuji Sato |
|                       |                        |                  |                                                 |                                     |

| 3 sierpnia 2014 16:20 | Arsenal | 0 – 1Raport | Monaco · 37' Falcao | Emirates Stadium Sędzia: Martin Atkinson |
|                       |         |             |                     |                                          |

| Pozycja | Drużyna  | Punkty | Wygrane | Remisy | Porażki | Gole/+ | Gole/- | +/- |
| ------- | -------- | ------ | ------- | ------ | ------- | ------ | ------ | --- |
| 1       | Valencia | 9      | 1       | 1      | 0       | 5      | 3      | +2  |
| 2       | Arsenal  | 8      | 1       | 0      | 1       | 5      | 2      | +3  |
| 3       | Monaco   | 7      | 1       | 1      | 0       | 3      | 2      | +1  |
| 4       | Benfica  | 2      | 0       | 0      | 2       | 2      | 8      | -6  |

## Emirates Cup 2015
Wyniki 8. edycji miniturnieju piłkarskiego Emirates Cup, który odbył się w dniach 25 i 26 lipca na stadionie Emirates Stadium w Londynie.

### Mecze

#### Dzień 1.
| 25 lipca 2015 14:00 | Wolfsburg · Perišić 10' | 1 – 2Raport | Villarreal · 8' Gaspar · 16' Leiva | Emirates Stadium Sędzia: Robert Madley |
|                     |                         |             |                                    |                                        |

| 25 lipca 2015 16:20 | Arsenal · Giroud 29' · Oxlade-Chamberlain 34' · Iwobi 35' · Ramsey 38' · Özil 62' · Cazorla 84' | 6 – 04 – 0Raport | Lyon | Emirates Stadium Sędzia: Jonathan Moss |
|                     |                                                                                                 |                  |      |                                        |

#### Dzień 2.
| 26 lipca 2015 14:00 | Lyon | 0 – 20 – 1Raport | Villarreal · 31' (k.) Soriano · 54' Baptistão | Emirates Stadium Sędzia: Ryuji Sato |
|                     |      |                  |                                               |                                     |

| 26 lipca 2015 16:20 | Arsenal · Walcott 51' | 1 – 00 – 0Raport | Wolfsburg | Emirates Stadium Sędzia: Craig Pawson |
|                     |                       |                  |           |                                       |

| Pozycja | Drużyna    | Punkty | Wygrane | Remisy | Porażki | Gole/+ | Gole/- | +/- |
| ------- | ---------- | ------ | ------- | ------ | ------- | ------ | ------ | --- |
| 1       | Arsenal    | 13     | 2       | 0      | 0       | 7      | 0      | +7  |
| 2       | Villarreal | 10     | 2       | 0      | 0       | 4      | 1      | +3  |
| 3       | Wolfsburg  | 1      | 0       | 0      | 2       | 1      | 3      | -2  |
| 4       | Lyon       | 0      | 0       | 0      | 2       | 0      | 8      | -8  |

## Emirates Cup 2017
Wyniki 9. edycji miniturnieju piłkarskiego Emirates Cup, który odbył się w dniach 29 i 30 lipca na stadionie Emirates Stadium w Londynie.

### Mecze

#### Dzień 1.
| 29 lipca 2017 14:00 | Lipsk | 0 – 1Raport | Sevilla · 35' (k.) Ben Yedder | Emirates Stadium Sędzia: Stuart Attwell |
|                     |       |             |                               |                                         |

| 29 lipca 2017 16:20 | Arsenal · Walcott 25', 33' · López 52' (sam.) · Giroud 64' · Iwobi 71' | 5 – 22 – 2Raport | Benfica · 12' Cervi · 40' Salvio | Emirates Stadium Sędzia: Anthony Taylor |
|                     |                                                                        |                  |                                  |                                         |

#### Dzień 2.
| 30 lipca 2017 14:00 | Lipsk · Halstenberg 19' · Compper 53' | 2 – 01 – 0Raport | Benfica | Emirates Stadium Sędzia: Peter Green |
|                     |                                       |                  |         |                                      |

| 30 lipca 2017 16:20 | Arsenal · Lacazette 62' | 1 – 20 – 0Raport | Sevilla · 49' Correa · 69' Nzonzi | Emirates Stadium Sędzia: Andre Marriner |
|                     |                         |                  |                                   |                                         |

| Pozycja | Drużyna | Punkty | Wygrane | Remisy | Porażki | Gole/+ | Gole/- | +/- |
| ------- | ------- | ------ | ------- | ------ | ------- | ------ | ------ | --- |
| 1       | Arsenal | 9      | 1       | 0      | 1       | 6      | 4      | +2  |
| 2       | Sevilla | 9      | 2       | 0      | 0       | 3      | 1      | +2  |
| 3       | Lipsk   | 5      | 1       | 0      | 1       | 2      | 1      | +1  |
| 4       | Benfica | 2      | 0       | 0      | 2       | 2      | 7      | -5  |

## Emirates Cup 2019
W ramach 10. edycji miniturnieju piłkarskiego Emirates Cup, 28 lipca na stadionie Emirates Stadium w Londynie odbyły się dwa mecze finałowe. Wzięły w nich udział drużyny męskie i kobiece.

### Kobiety
| 28 lipca 2019 12:30 | Arsenal | 0 – 1Raport | Bayern · 24' Leupolz | Emirates Stadium |
|                     |         |             |                      |                  |

### Mężczyźni
| 28 lipca 2019 15:15 | Arsenal · Aubameyang 35' | 1 – 21 – 0Raport | Lyon · 66', 75' Dembélé | Emirates Stadium Sędzia: Jonathan Moss |
|                     |                          |                  |                         |                                        |

## Emirates Cup 2022
W ramach 11. edycji miniturnieju piłkarskiego Emirates Cup, 30 lipca na stadionie Emirates Stadium w Londynie odbył się mecz finałowy pomiędzy Arsenalem a Sevillą.
| 30 lipca 2022 13:30 | Arsenal · Saka 10' (k.), 19' · Jesus 13', 15', 77' · Nketiah 88' | 6 – 04 – 0Raport | Sevilla | Emirates Stadium Sędzia: Andy Madley |
|                     |                                                                  |                  |         |                                      |

## Emirates Cup 2023
W ramach 12. edycji miniturnieju piłkarskiego Emirates Cup, 2 sierpnia na stadionie Emirates Stadium w Londynie odbył się mecz finałowy pomiędzy Arsenalem a AS Monaco.
| 2 sierpnia 2023 19:00                              | Arsenal · Nketiah 43' | 1 – 1 k. 5:41 – 1Raport                         | Monaco · 31' Fofana | Emirates Stadium Widzów: 50 000 Sędzia: Anthony Taylor |
|                                                    |                       |                                                 |                     |                                                        |
|                                                    |                       | Rzuty karne                                     |                     |                                                        |
| Ødegaard · Jorginho · Havertz · Vieira · Magalhães |                       | Henrique · Fofana · Diatta · Minamino · Volland |                     |                                                        |

## Emirates Cup 2024
W ramach 13. edycji miniturnieju piłkarskiego Emirates Cup, 11 sierpnia na stadionie Emirates Stadium w Londynie odbył się mecz finałowy pomiędzy Arsenalem a Olympique Lyon.
| 11 sierpnia 2024 14:00 | Arsenal · Saliba 8' · Magalhães 26' | 2 – 0Raport | Lyon | Emirates Stadium |
|                        |                                     |             |      |                  |

## Zwycięzcy

### Mężczyźni
| 2007 | Anglia            | Arsenal            |
| 2008 | Niemcy            | Hamburger SV       |
| 2009 | Anglia            | Arsenal            |
| 2010 | Anglia            | Arsenal            |
| 2011 | Stany Zjednoczone | New York Red Bulls |
| 2013 | Turcja            | Galatasaray        |
| 2014 | Hiszpania         | Valencia           |
| 2015 | Anglia            | Arsenal            |
| 2017 | Anglia            | Arsenal            |
| 2019 | Francja           | Olympique Lyon     |
| 2022 | Anglia            | Arsenal            |
| 2023 | Anglia            | Arsenal            |
| 2024 | Anglia            | Arsenal            |

### Kobiety
| 2019 | Niemcy | Bayern Monachium |

## Kluby, które brały udział w Emirates Cup
| Anglia            | Arsenal                | 2007, 2008, 2009, 2010, 2011, 2013, 2014, 2015, 2017, 2019, 2022, 2023, 2024 |
| Francja           | Olympique Lyon         | 2010, 2015, 2019, 2024                                                       |
| Francja           | Paris Saint-Germain    | 2007, 2009, 2011                                                             |
| Francja           | AS Monaco              | 2014, 2023                                                                   |
| Hiszpania         | Sevilla                | 2017, 2022                                                                   |
| Hiszpania         | Valencia               | 2007, 2014                                                                   |
| Portugalia        | Benfica                | 2014, 2017                                                                   |
| Anglia            | Arsenal Women          | 2019                                                                         |
| Argentyna         | Boca Juniors           | 2011                                                                         |
| Hiszpania         | Atlético Madryt        | 2009                                                                         |
| Hiszpania         | Real Madryt            | 2008                                                                         |
| Hiszpania         | Villarreal             | 2015                                                                         |
| Niemcy            | Bayern Monachium Women | 2019                                                                         |
| Niemcy            | Hamburger SV           | 2008                                                                         |
| Niemcy            | RB Leipzig             | 2017                                                                         |
| Niemcy            | Wolfsburg              | 2015                                                                         |
| Portugalia        | FC Porto               | 2013                                                                         |
| Stany Zjednoczone | New York Red Bulls     | 2011                                                                         |
| Szkocja           | Celtic                 | 2010                                                                         |
| Szkocja           | Rangers                | 2009                                                                         |
| Turcja            | Galatasaray            | 2013                                                                         |
| Włochy            | AC Milan               | 2010                                                                         |
| Włochy            | Inter Mediolan         | 2007                                                                         |
| Włochy            | Juventus               | 2008                                                                         |
| Włochy            | Napoli                 | 2013                                                                         |